# 아스트로노미 & 아스트로피직스
《어스트로노미 & 어스트로피직스》(Astronomy & Astrophysics)은 이론 천문학, 관측 천문학, 기기 천문학 및 천체물리학을 다루는 동료 검토를 거치는 월간 과학 저널이다. 이 저널은 27개 스폰서 국가를 대표하는 이사회와 유럽 남방 천문대 대표가 운영한다. 이 저널은 EDP Sciences에서 발행하며 편집장은 티에리 포베유이다.

## 역사

### 기원
《어스트로노미 & 어스트로피직스》(A&A)는 1960년대 유럽에서 발견된 출판 시나리오에 대한 해결책으로 만들어졌다. 그 당시 대륙의 여러 국가에서는 여러 저널이 출판되고 있었다. 그런데 이러한 저널은 일반적으로 구독자 수가 제한되어 있고 영어 이외의 언어로 기사를 출판하여 미국 및 영국 저널에 비해 인용 횟수가 적었다.
1963년부터 유럽 국가의 천문학자들 간의 대화를 통해 공동의 천문 저널의 필요성을 평가했다. 1968년 4월 8일, 벨기에, 덴마크, 프랑스, 독일, 네덜란드, 스칸디나비아 국가의 주요 천문학자들이 라이덴 대학교에서 만나 기존 주요 저널의 통합 가능성을 준비했다. 새 저널 이름을 《Astronomy and Astrophysics, A European Journal》로 정하자는 제안이 있었다.
새로운 저널의 주요 정책 결정 기관은 고위 천문학자 또는 후원 국가의 정부 대표로 구성된 "이사회"이었다. 이 위원회는 저널의 과학적 및 편집적인 측면을 담당한다. 유럽 남방천문대는 이사회를 대신하여 저널의 행정, 재정 및 법률 문제를 처리하는 추가 기관으로 선정되었다.
1968년 7월 브뤼셀에서 열린 두 번째 회의는 라이덴에서 논의된 합의를 확정하였다. 각 국가는 매년의 금전적 기부금을 설정하고 이사회 대표를 임명했다. 또한 이 회의에서 스튜어트 포타쉬(Stuart Pottasch)와 장루이 스타인버그(Jean-Louis Steinberg)가 초대 편집장으로 임명되었다.
그 다음 회의는 1968년 10월 11일 파리에서 열렸는데 이것이 첫 번째 이사회 회의로 공식적으로 인정되고 있다. 이 회의에서 초대 이사회 의장인 아드리안 플라우(Adriaan Blaauw)가 임명되었고 출판사 Springer Science+Business Media와의 계약이 공식화되었다.

### 초기
A&A의 창간호는 1969년 1월에 개별 유럽 국가의 여러 국가 저널을 하나의 포괄적인 출판물로 병합하여 발행되었다. 병합된 저널의 ISSN 번호와 창간 일은 아래와 같다.
- 《천체물리학 연보》(Annales d'Astrophysique) ISSN 0365-0499 (프랑스), 1938년 창간
- 《네덜란드 천문학회 공보》(Bulletin of the Astronomical Institutes of the Netherlands) ISSN 0365-8910 (네덜란드), 1921년 창간
- 《불리텡 아스토노미크》(Bulletin Astonomique) ISSN 0245-9787 (프랑스), 1884년 창간
- 《천문학 저널》(Journal des Observateurs) ISSN 0368-3389 (프랑스), 1915년 창간
- 《천체물리학 저널》(Zeitschrift für Astrophysik) ISSN 0372-8331 (독일), 1930년 창간

- 《아르키브 포 아스트로노미》(Arkiv för Astronomi ) ISSN 0004-2048 (스웨덴)는 1948년 스웨덴에서 설립되었으며 1973년에 법인화되었다.

《천문학 & 천체물리학》의 출판은 1947년에 설립된 《체코슬로바키아 천문학 연구소 공보》(Bulletin of the Astronomical Institutes of Czechoslovakia)를 1992년에 통합하여 더욱 확장되었다.
1969년에는 저널이 1년에 4개 호에 불과했지만 곧 월간지 세계 4대 종합 천문 저널 중 하나가 되었다. 처음에는 논문이 영어, 프랑스어 또는 독일어로 제출되었지만 특정 저자에 대해 영어로 된 논문이 다른 언어로 된 논문보다 두 배 더 자주 인용된다는 것이 곧 분명하게 되었다.
천체 물리학의 여러 분야에 대한 정기적인 연구 논문 외에도. 《천문학 & 천체물리학》지에서는 중요한 결과 또는 아이디어에 대한 짧은 원고를 위한 편지 및 연구 노트를 제공했다. 1970년에는 광범위한 표 자료 및 카탈로그의 출판을 위해 저널의 〈보충 시리즈〉(Supplement Series)가 만들어졌다.

### 21세기
세기의 전환기에 저널에는 중요한 변화가 있었다. 2001년에는 EDP Sciences사와 새로운 계약이 체결되어 슈프링거사를 대신하여 출판사를 맡게 되었다. XMM-뉴턴, 플랑크, 로제타, 가이아와 같은 천문 탐색 및 우주선 임무의 결과를 담은 〈스페셜 에디션〉이 추가되었다.
전자출판의 진화는 2001년 메인저널에 편입된 〈보충 시리즈〉와 2016년 인쇄판의 소멸을 가져왔다. 〈연구 노트〉(Research Notes) 섹션도 2016년에 중단되었다.
저널 편집실은 파리 천문대에 있으며 연간 2000편 이상의 논문을 처리하고 있다.
게시된 기사 및 관련 자료의 아카이브는 '스트타르부르 천문한 데이터 센터'(Centre de données astronomiques de Strasbourg)에서 관리하고 있다.

## 후원 국가
원래 후원 국가는, 저널이 합병되어 《천문학 & 천체물리학》를 구성한 4개국(프랑스, 독일, 네덜란드, 스웨덴)과 벨기에, 덴마크, 핀란드, 노르웨이이었다. 노르웨이는 나중에 탈퇴했는데, 1970년대와 1980년대에 오스트리아, 그리스, 이탈리아, 스페인, 스위스가 가입했다. 체코 공화국, 에스토니아, 헝가리, 폴란드, 슬로바키아는 모두 1990년대에 새로운 회원국으로 가입했다.
2001년 저널의 범위가 점점 더 세계화되고 있다는 사실을 인식하여 표지에서 "A European Journal"이라는 단어를 제거했다. 아르헨티나는 2002년 '옵서버'로 사실상 인정됐다. 2004년 이사회는 이 저널이 "앞으로 잘 기록된 활동적이고 뛰어난 천문학적 연구를 통해 세계 어느 국가에서든 회원 후원 신청을 고려할 것"이라고 결정했다. 아르헨티나는 2005년에 정식 회원국이 된 최초의 비유럽 국가가 되었고, 2006년에는 브라질과 칠레가 그 뒤를 이었다(브라질은 2016년 탈퇴). 다른 유럽 국가들도 21세기에 가입하여, 2010년대에는 포르투갈, 크로아티아, 불가리아가, 2010년대 아르메니아, 리투아니아, 노르웨이, 세르비아, 우크라이나가 가입하였다. 현재 회원국 목록은 각주에 기재되어 있다.

## 편집장
과거 및 현재의 편집장은 아래와 같다.
- 2016-현재: A. 모이티뉴(A. Moitinho)
- 2014-2015: J. 럽(J. Lub)
- 2011-2013: B. 노드스트롬(B. Nordstroem)
- 2010: K.S. 데 보어(K.S. de Boer)
- 2005-2009: G. 메이넷(G. Meynet)
- 1999-2004: Aa. 샌드크비스트(Aa. Sandqvist)
- 1993-1998: A. 메더(A. Maeder)
- 1979-1992: G. 콘토풀로스(G. Contopoulos)
- 1969-1978: A. 블라우(A. Blaauw)

## 오픈 액세스
저널의 최신호는 독자들에게 무료로 제공된다. 뿐만 아니라. 편집자에게 보내는 모든 편지와 섹션 12~15에 게시된 모든 기사는 저자에게 무료로 액세스할 수 있다. 저널의 다른 섹션에 있는 기사는 출판 후 12개월( 지연 오픈 액세스 )에 게시자의 사이트와 천체물리학 데이터 시스템을 통해 무료로 제공된다. 저자는 즉각적이고 영구적인 오픈 액세스에 대해 선택적으로 비용을 지불할 수 있다.

## 과학적인 글쓰기 학교
저널에서는 대학원생과 젊은 연구자를 대상으로 '과학 작문 학교'(Scientific Writing Schools)를 조직한다. 이 학교의 목적은 젊은 작가들에게 적절하고 효율적인 과학 글쓰기를 통해 과학적 결과를 표현하는 방법을 가르치는 것이다. 2019년 현재 벨기에(2008년과 2009년), 헝가리(2014년), 칠레(2016년), 중국(2019년)에 5개의 학교가 조직되었다.

## 초록 및 색인 작업
이 저널의 초록 및 색인 작업은 아래에서 이루어지고 있다.
- Astrophysics Data System
- Chemical Abstracts Service[5]
- Current Contents/Physical, Chemical & Earth Sciences[6]
- EBSCO databases[7]
- Ei Compendex[8]
- Inspec[9]
- Metadex[7]
- ProQuest databases[7]*Science Citation Index Expanded[6]
- Scopus[10]
- ZbMATH Open[11]

《저널 사이테이션 리포트》에 따르면, 저널의 2021년 임팩트 팩터는 6.240이다.

## 같이 보기
- 《천문 저널》
- 《천체 물리학 저널》
- 《왕립천문학회 월간 공지》

## 추가 자료
- Astronomy & Astrophysics 저널의 역사와 목적 . SR 포타쉬 . EDP 과학. 2012.